# E311 (Verenigde Arabische Emiraten)
De E311 is een nationale weg in de Verenigde Arabische Emiraten. De weg loopt van Jebel Ali via Dubai naar Al Riffa, waar de weg aansluit op de E11 naar Ras al-Khaimah. De E311 is 141 kilometer lang.

## Emirates Road
Binnen Dubai staat de weg bekend als Emirates Road.
E10 · 
E11 · 
E18 · 
E22 · 
E33 · 
E44 · 
E55 · 
E66 · 
E77 · 
E87 · 
E88 · 
E89 · 
E95 · 
E99 · 
E311 · 
E611